# San Pedro de Macorís
San Pedro de Macorís je grad u Dominikanskoj Republici. 

## Povijest
San Pedro de Macoris osnovali su krajem 19. stoljeća Kubanci koji su bježali s Kube u vrijeme Rata za nezavisnost. Oni su donijeli svoje bogato znanje o proizvodni šećera od šećerne trske, te doprinijeli razvoju šećerne industrije najvažnije u tom području. Grad je svoj vrhunac dosegao tijekom prvog kvartala 20. stoljeća, kada je cijena šećera bila vrlo visoka na međunarodnom tržištu kao posljedica Prvog svjetskog rata. Mnogi Europljani su se naselili, što je San Pedro de Macoris učinilo kozmopolitskim urbanim središtem. 
San Pedro de Macorís pionir je u mnogim područjima u državi, kao što je prva vatrogasna postrojba, prvi nacionalni bejzbol tim, prvi grad koji je imao telefon, telegraf, trkalište i boksačku arenu. Prvu šećeranu osnovao je Juan Amechazurra, prva proizvodnja je bila 9. siječnja 1879. Do 1894. godine je bilo mnogo tvornica u pokrajini koja je dosegla visoku razinu napretka. Brz industrijski razvoj postavio je mladi grad među glavnim u državi. Intelektualna kultura razvijala se istim tempom sa školama i medijima, među prvim novina su "Las Novedades", "Boletín", "La Locomotora" i "El Cable."

## Stanovništvo
Prema popisu stanovništva iz 2010. San Pedro de Macorís ima 195.037 stanovnika.

## Vanjske poveznice
|  | Zajednički poslužitelj ima još gradiva o temi San Pedro de Macorís |

- Sveučilište